# Mörttjärnen (Näs socken, Jämtland)
Mörttjärnen är en sjö i Östersunds kommun i Jämtland och ingår i Ljungans huvudavrinningsområde.